# 박귀수
박귀수(1927년 1월 10일~1998년 1월 6일)는 대한민국의 정치인이다. 제9대 국회의원을 지냈다.

## 역대 선거 결과
|  | 19.48% |

|  | 16.32% |